# 圣旺勒布里苏
圣旺勒布里苏（法語：Saint-Ouen-le-Brisoult，法語發音：[sɛ̃.t‿wɛ̃ lə bʁizu] ⓘ）是法国奥恩省的一个市镇，属于阿朗松区。

## 地理
圣旺勒布里苏（48°30'36"N, 0°20'23"W）面积9.75 平方千米，位于法国诺曼底大区奧恩省，该省份为法国西北部内陆省份，北起顺时针与卡爾瓦多斯省、厄尔省、厄尔-卢瓦省、萨尔特省、马耶讷省和芒什省接壤。
与圣旺勒布里苏接壤的市镇（或旧市镇、城区）包括：马德雷、讷伊勒旺丹、梅乌丹、圣帕特里斯-迪代塞尔、马塞堡。

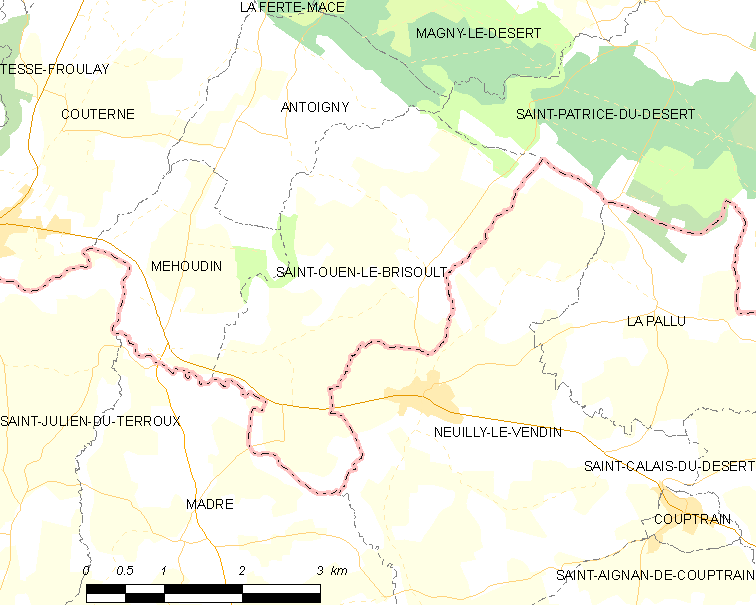
圣旺勒布里苏的OSM定位图

圣旺勒布里苏的时区为UTC+01:00、UTC+02:00（夏令时）。

## 行政
圣旺勒布里苏的邮政编码为61410，INSEE市镇编码为61439。

## 政治
圣旺勒布里苏所属的省级选区为马尼勒代塞尔县。

## 人口

1962-2008年间圣旺勒布里苏人口变化图示

圣旺勒布里苏于2022年1月1日时的人口数量为125人。